# Église de Tous-les-Saints de Bobigny
L'église de Tous-les-Saints est une église catholique située à Bobigny. Elle est labellisée « Patrimoine du XXe siècle » depuis 2011.

## Architecture
Elle est construite à l'instigation du père Louis Bousigues, curé de la paroisse, entre 1967 et 1969 par l'architecte Charles-Gustave Stoskopf, qui est aussi l'architecte du reste du quartier, la cité du Pont de Pierre. Les vitraux ont été réalisés par Max Ingrand. Elle se présente sous la forme d'une église basse et massive en béton, de plan carré à toiture plate, au milieu d'une cité d'immeubles et de barres dont elle ne se distingue que par la pierre sombre en pans verticaux de ses murs latéraux. Seule une croix en métal dressée contre la façade et une autre plus petite fixée sur un mur latéral signalent de l'extérieur qu'il s'agit d'une édifice cultuel chrétien.